# A261-es autópálya (Németország)
Az A261-es autópálya (németül: Bundesautobahn 261) egy autópálya Németországban. Hossza 9 km.